# 智利宗教
智利宗教（2021年統計）
大部分智利人都是基督徒，46%的智利人属于天主教。
根据其他团体的统计数据，其他基督教教派佔15%，包括新教。耶稣基督後期圣徒教会占0.9%。耶和华见证人占1%；無宗教者占37%；其他宗教占2%，包括伊斯蘭教、猶太教或佛教。